# Richard Rosenmund
Richard Karl Rosenmund (ur. 2 września 1849 w Braniewie, zm. 1 czerwca 1922 w Bonn) – niemiecki nauczyciel i publicysta historyczny.

## Życiorys

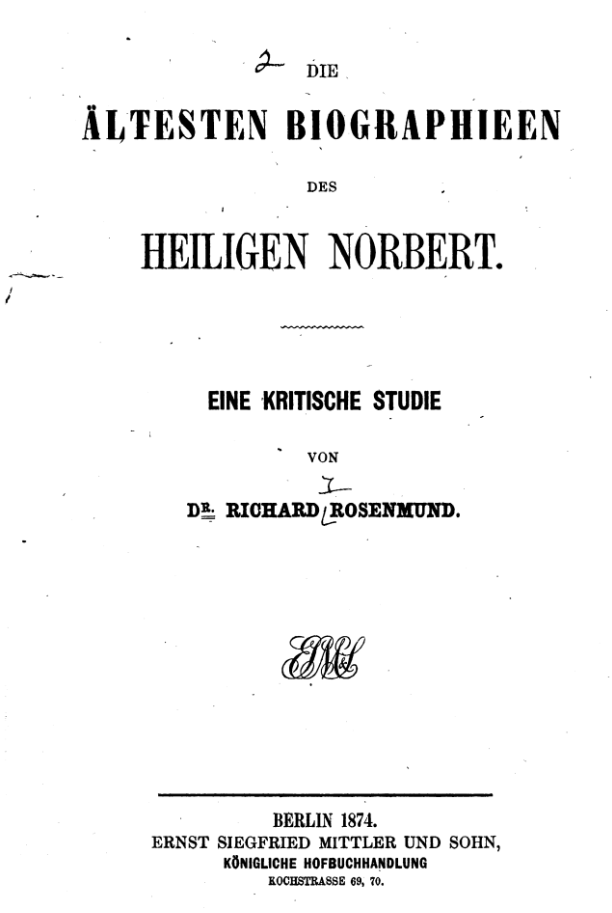
Richard Rosenmund Die ältesten Biograhieen des heiligen Norberts

Urodził się w Braniewie w Prusach Wschodnich w ewangelickiej rodzinie poborcy skarbowego (rendanta). Uczęszczał do gimnazjum w rodzinnym mieście, które ukończył z maturą w 1866 roku. Następnie studiował filozofię i historię w Królewcu, Bonn i Berlinie. Podczas studiów wstąpił w 1866 do organizacji studenckiej Burschenschaft Arminia Königsberg, której został w 1882 członkiem honorowym, w 1869 został również członkiem stowarzyszenia Burschenschaft Germania Berlin. W 1873 roku uzyskał doktorat na Uniwersytecie w Getyndze. Od 1870 roku pracował jako nauczyciel u Heinricha Alberta Hofmanna i był prywatnym nauczycielem w szkole dla dziewcząt oraz w seminarium nauczycielskim panny Prox. W 1877 roku został przyjęty na stanowisko starszego nauczyciela (Oberlehrer). W 1878 roku pracował w Wiedniu w Institut für Österreichische Geschichtsforschung. Od 1880 roku pracował jako prywatny nauczyciel w Berlinie. Z powodu pogłębiających się problemów ze słuchem zrezygnował z kariery nauczycielskiej i wyjechał do Bonn, gdzie pracował jako publicysta historyczny. Współpracował z czasopismami Kölnische Zeitung oraz Magdeburger Zeitung. W 1900 roku spisał i pozostawił w formie rękopisu historię domu bankowego Geschichte des Bankhauses David und Jacob de Neuville in Frankfurt am Main.

## Publikacje (wybór)
- Die ältesten Biographieen des heiligen Norbert, wydanie krytyczne, Berlin 1874
- Karl Wilhelm Nitzsch, Berlin 1881
- Aus dem Vermächtnis des Jahres 1888. Historisches und Politisches, Berlin 1889
- Wilhelm Wattenbach zum 70. Geburtstag, Berlin 1889
- Die kaiserlichen Erlasse, die Parteien und die Reichstagswahl, Berlin 1890
- Die Fortschritte der Diplomatik seit Magillon vornehmlich in Deutschland-Oesterreich, München Leipzig 1897